# I sette samurai
I sette samurai (七人の侍?, Shichinin no samurai) è un film del 1954 co-scritto, diretto e montato da Akira Kurosawa. La pellicola, ambientata nell'Era Sengoku, narra la storia di un villaggio di contadini che, attraverso suoi rappresentanti, assume dei Rōnin per difendersi dai ciclici saccheggi di un gruppo di briganti.
Considerata l'opera magna di Kurosawa, è ancora oggi uno dei film più importanti e citati della storia del cinema. Il film rientra nel ciclo dei drammi storici (jidai-geki), senza tuttavia allontanarsi dal genere dell'intrattenimento.

## Trama
Il film, ambientato nel Giappone della fine del XVI secolo (più precisamente nel periodo a cavallo tra il 1587 e l'anno successivo), racconta la storia di un pugno di disperati contadini di un villaggio in cerca di una difesa contro la prossima incursione da parte di un gruppo di predoni affamati. L'anziano del villaggio suggerisce ai contadini di cercare aiuto tra i samurai senza padrone (Rōnin). Vengono quindi inviati dei contadini, guidati dal giovane Rikichi e dallo zimbello del villaggio, Yohei, per assoldare i guerrieri. La ricerca si presenta subito come un'ardua impresa: nessun guerriero offrirebbe aiuto a dei poveri contadini incapaci di ricompensare le loro gesta con gloria e denaro. Un giorno però il gruppo assiste all'ultima impresa di Kambei Shimada, un ronin esperto e astuto, e la disperazione dei contadini lo convince ad aiutarli. Kambei ritiene però sia necessario assoldare altri sei samurai per la difesa del villaggio, in quanto l'impresa sarebbe impossibile per un solo uomo. Vengono presto assoldati cinque samurai: Shichirōji, vecchio braccio destro di Kambei ritiratosi dopo la loro ultima battaglia; Gorobei, abile arciere e stratega; Kyūzō, silenzioso ma letale guerriero; Heihachi, amico di Gorobei non altrettanto abile ma simpatico; e infine il giovane aspirante samurai Katsushirō, che aveva chiesto a Kambei di poter diventare suo discepolo. Nel gruppo prova inoltre a entrare Kikuchiyo, un uomo rozzo che finge di essere un potente guerriero, ma che viene presto smascherato e deriso; invidioso, deciderà comunque di seguirli.
Arrivati al villaggio, Kambei convince i contadini ad allenarsi per aiutarli a fronteggiare la minaccia dei predoni. Inizialmente difficile, il periodo di convivenza e allenamento fra contadini e samurai diventa presto pacifico: lo stesso Kikuchiyo, inizialmente scontroso, finirà presto per essere accettato nel gruppo e a farsi amare dai contadini. Spiccano in particolare alcuni rapporti, come quello autoritario fra Kikuchiyo e il pauroso Yohei, l'amicizia fra Heihachi e Rikichi e la tormentata storia romantica fra Katsushirō e la bella Shino, osteggiati dal padre di lei Manzo; questi, prima dell'arrivo al villaggio dei samurai, le aveva tagliato i capelli costringendola a fingersi uomo, per timore che potesse interessare ai nuovi arrivati.
Kambei ordina agli abitanti del villaggio di abbandonare le poche case oltre il fiume, poiché indifendibili: tra queste vi è tuttavia la casa dell'anziano del villaggio, che rifiuta di abbandonare la dimora, costringendo i famigliari a restare con lui. Scoperti i cavalli di tre predoni giunti a fare un sopralluogo, i samurai uccidono due di loro e catturano il terzo, interrogandolo prima che venga anch'egli ucciso dagli abitanti del villaggio. Grazie alle informazioni ottenute, Kikuchiyo, Kyūzō e Heihachi decidono di andare a colpire direttamente il covo dei predoni, facendosi guidare da Rikichi. Arrivati, i guerrieri rubano uno dei fucili, liberano le donne prigioniere e danno fuoco al dormitorio dei banditi. Mentre si preparano alla fuga, Rikichi nota una donna che, dopo avergli sorriso, si butta nelle fiamme. Rikichi si butta a terra piangente: la donna era infatti sua moglie, rapita in precedenza dai predoni. Heihachi lo incita ad andare via, ma in quel momento viene inaspettatamente colpito a morte da un colpo di fucile, sotto gli occhi stupefatti degli amici. Riportato il corpo al villaggio, il guerriero viene seppellito nella collina destinata ai morti in battaglia, sotto le lacrime dell'intero villaggio, di Rikichi e dei compagni. Improvvisamente Kikuchiyo, preso dalla rabbia, va nella tenda dei samurai e, presa la bandiera che lo stesso Heihachi aveva creato, la pianta sulla collina giurando vendetta contro i predoni. Giungono i briganti, che danno fuoco alle abitazioni oltre il fiume. Della famiglia dell'anziano capovillaggio sopravvive solo un suo nipote neonato, portato in salvo da Kikuchiyo, che in questo modo rivede le sue tristi origini, quando la famiglia fu uccisa.
Il giorno dopo ha inizio la battaglia: difendendosi strenuamente e valorosamente, i contadini e i samurai riescono a scacciare i predoni, che si accampano poco oltre il villaggio. La sera, Kambei capisce come sia ormai indispensabile prendere almeno un altro dei fucili, armi troppo potenti; ad andare è Kyūzō, che grazie alle sue abilità riesce presto a tornare con una delle armi (e dichiarando di aver ucciso due dei predoni), ricevendo la stima di Katsushirō. Il secondo giorno, Kambei opta per una nuova strategia: un gruppo attaccherà alle spalle i predoni, costringendoli a entrare in gruppi di due nel villaggio, dove saranno trucidati da un secondo gruppo. La strategia riesce, ma a costo di molte perdite, tra cui quella di Yohei, morto fra le braccia di Kikuchiyo mentre adempiva al suo dovere, e quella di Gorobei, morto nella ritirata dei predoni. Quella notte, mentre si piangono i morti, Kambei confida agli altri che probabilmente il giorno successivo sarà quello decisivo.
Nel piovoso giorno seguente, i contadini e i cinque samurai rimasti riescono presto ad avere la meglio sui predoni. Non viene però trovato da nessuna parte il loro capo, possessore dell'ultimo dei fucili. Mentre lo cercano nel centro del villaggio, Kyūzō viene ucciso da un colpo di fucile, sparato dalla capanna delle donne. Furente per la morte del valoroso guerriero, Kikuchiyo entra nella capanna, ma viene subito colpito da un altro colpo sparato dal capo dei briganti. Deciso a non mollare, il coraggioso guerriero trafigge a morte il bandito, per poi crollare a terra.
Nei giorni successivi, il villaggio torna presto alla vita quotidiana, potendo vivere finalmente in pace. I tre superstiti fra i samurai, Kambei, Katsushirō, e Shichirōji, assistono ai festeggiamenti degli abitanti del villaggio con l'animo rattristato per la perdita dei compagni. Si recano poi presso le tombe dei loro quattro compagni e Katsushirō incrocia Shino; dopo che i due si scambiano uno sguardo, la donna raggiunge le altre contadine nei campi. Poi, Kambei, rivolgendosi a Shichirōji, esprime con tristezza il fatto che i vincitori siano i contadini e non i samurai; dopo queste parole, i due si voltano un'ultima volta verso le sepolture per rendere omaggio ai compagni morti in battaglia.

## Produzione
La stesura iniziale della sceneggiatura descriveva il singolo giorno della vita di un samurai, ma l'idea fu accantonata da Kurosawa stesso che indirizzò i due sceneggiatori, Hashimoto e Oguni, verso una ricerca di "realismo" storico. Questa iniziativa portò Hashimoto a scoprire documenti dell'Era Sengoku testimonianti l'assoldamento di samurai senza padrone (Rōnin) per la difesa dei contadini dai briganti, e da questa idea nacque la sceneggiatura.
Secondo quanto riferito dall'attore Toshirō Mifune, il film doveva inizialmente chiamarsi I sei samurai e Mifune doveva interpretare il ruolo di Kyuzo, ma poi il regista e gli sceneggiatori decisero di variare il copione iniziale. Kurosawa cambiò il ruolo di Mifune in quello di Kikuchiyo e gli diede ampia libertà di improvvisazione nell'interpretare la parte.
La battaglia finale nel film avrebbe dovuto essere girata alla fine dell'estate ma, a causa dei ritardi, fu invece girata a febbraio inoltrato con una temperatura molto bassa. In seguito Mifune ricorderà di non avere mai più avuto così freddo in vita sua.
Kurosawa si rifiutò di girare le scene al villaggio in un set ricostruito in studio e pretese che il villaggio venisse costruito in esterni sulla penisola di Izu. Anche se lo studio protestò vivamente perché la richiesta del regista avrebbe fatto lievitare di molto i costi di realizzazione, Kurosawa rimase inflessibile nella sua decisione perché secondo lui "la qualità del set influenza la qualità della recitazione degli attori". Per questo motivo, volle che tutto fosse ricostruito nel dettaglio e che risultasse verosimile.

## Versione ridotta
La lavorazione travagliata e il continuo sforamento del budget minacciarono più volte la chiusura dell'intero progetto. Infatti dopo tre mesi di pre-produzione era avvenuto il primo ampio sforamento, in verità molto basso se confrontato ai costi hollywoodiani dell'epoca. Kurosawa montava e mostrava ogni giorno il girato alla produzione per evitare i tagli al budget.
Toho Company, a fine riprese, imporrà a Kurosawa tagli alla pellicola di circa un'ora per la distribuzione in occidente al fine di garantire una fruizione giornaliera del film che andasse oltre le due visioni. La versione integrale di oltre tre ore verrà distribuita solo nelle maggiori città del Giappone.
Il film fu poi presentato alla Mostra di Venezia ricevendo i plausi della critica e il Leone d'argento. Anni dopo, parlando di quel premio, Kurosawa affermò: "... invece dei Sette Samurai, a Venezia, hanno visto i Tre samurai e mezzo". Solo nei tardi anni '80 l'occidente potrà godere della versione senza tagli. Infatti in Italia la versione integrale verrà trasmessa da Rai 1 appositamente ridoppiata.

## Montaggi differenti ed edizioni in DVD
Con le sue tre ore e ventisette minuti (207 minuti totali, di cui circa 5 di intervallo musicale a metà film), I sette samurai è il film più lungo mai girato da Kurosawa in tutta la sua carriera (escludendo la versione integrale de L'idiota, immediatamente accorciata dai produttori). I Toho Studios originariamente tagliarono circa 50 minuti dalla versione finale del film (soprattutto le scene che riguardavano i contadini e la loro psicologia) quando lo vendettero ai distributori americani per paura che l'attenzione del pubblico occidentale non avrebbe retto per tutta la durata della pellicola.
Una seconda versione da 190 minuti venne proiettata in Gran Bretagna nel 1991 e una versione quasi completa della durata di 203 minuti è stata ridistribuita negli Stati Uniti nel 2002, quando ormai il film aveva raggiunto lo status di "classico". La prima edizione in DVD prodotta dalla Criterion Collection contiene la versione originale completa del film (207 minuti) su singolo DVD, mentre una seconda edizione, sempre della Criterion e pubblicata nel 2006 contiene oltre alla versione completa rimasterizzata in digitale su due dischi, anche un altro DVD di contenuti extra. Il 19 ottobre 2010, la Criterion ha pubblicato anche la versione in Blu-ray del film completo.

## Descrizione dei personaggi principali

### I sette samurai
- Kambei Shimada (島田勘兵衛?, Shimada Kanbei) (Takashi Shimura) - Il leader morale del gruppo e il primo guerriero a essere "reclutato" dai contadini è un esperto, ma disilluso, stratega militare.
- Katsushirō Okamoto (岡本勝四郎?, Okamoto Katsushirō) (Isao Kimura) - Un giovane e inesperto aspirante samurai. Discende da una famiglia aristocratica e vuole diventare il discepolo di Kambei.
- Gorōbei Katayama (片山五郎兵衛?, Katayama Gorōbei) (Yoshio Inaba) - Viene reclutato da Kambei ed è un abile arciere. Agisce da secondo in comando e contribuisce a delineare il piano di difesa del villaggio insieme con Kambei.
- Shichirōji (七郎次) (Daisuke Katō) - Una volta era il luogotenente di Kambei, ma dopo essere scampato miracolosamente alla loro ultima battaglia insieme ha posato la spada ed è diventato un piccolo commerciante. Kambei lo incontra per caso in città e il samurai decide di riassumere il suo vecchio ruolo.
- Heihachi Hayashida (林田平八?, Hayashida Heihachi) (Minoru Chiaki) - Reclutato da Gorōbei. Simpatico ma non eccelso combattente, il suo buonumore contribuisce a mantenere alto il morale dei compagni.
- Kyūzō (久蔵) (Seiji Miyaguchi) - Abilissimo spadaccino, inizialmente declina l'offerta di unirsi al gruppo, per poi cambiare idea poco dopo. Samurai ascetico, sempre serissimo e dalla faccia di pietra; Katsushirō e Kikuchiyo lo idolatrano e ne vorrebbero imitare le gesta.
- Kikuchiyo (菊千代) (Toshirō Mifune) - Possente figlio di contadini, si spaccia per samurai con l'ausilio di un falso certificato nobiliare. Coraggioso, impetuoso e burlone, proverà il suo valore in battaglia. Si identifica nei contadini e nei loro problemi.

### Contadini
- Gisaku 儀作 (Kokuten Kodo) - Il vecchio e saggio patriarca del villaggio, a cui ci si riferisce come "il nonno". È lui che suggerisce ai contadini di chiamare in difesa del villaggio dei samurai.
- Yohei 与平 (Bokuzen Hidari) - Un vecchietto pauroso e timido che condividerà con Kikuchiyo molte scene comiche nel film.
- Manzō 万造 (Kamatari Fujiwara) - Un contadino terrorizzato dall'idea che la bella figlia possa perdere la "purezza" a causa dell'arrivo dei samurai al villaggio.
- Shino 志乃 (Keiko Tsushima) - La figlia di Manzō, costretta dal padre a fingersi uomo, che in seguito si innamora di Katsushirō.
- Rikichi 利吉 (Yoshio Tsuchiya) - Un contadino a cui i briganti hanno rapito la moglie.

## Riconoscimenti
- 1957 - Premio Oscar
  - Nomination Migliore scenografia a Takashi Matsuyama
  - Nomination Migliori costumi a Kôhei Ezaki
- 1956 - Premio BAFTA
  - Nomination Miglior film
  - Nomination Miglior attore straniero a Toshirō Mifune
  - Nomination Miglior attore straniero a Takashi Shimura
- 1954 - Festival di Venezia
  - Leone d'Argento a Akira Kurosawa
  - Nomination Leone d'Oro a Akira Kurosawa

## Innovazioni strutturali
I sette samurai è uno dei primi film a utilizzare una trama inerente al reclutamento e l'impiego di vari eroi all'interno di un gruppo per raggiungere uno scopo specifico, espediente poi usato in molti altri film come I cannoni di Navarone, Colpo grosso, Quella sporca dozzina e il remake dichiarato dei sette samurai I magnifici sette.
Il critico cinematografico Roger Ebert, nella sua recensione del film, ipotizza che la scena introduttiva al personaggio di Kambei (nella quale il samurai si rade il capo a zero, gesto eclatante per un samurai per il quale i capelli sono simbolo di onore, in modo da potersi travestire da monaco e salvare un bambino tenuto in ostaggio da un rapitore) potrebbe essere la causa della pratica, ora comune nei film d'azione, di introdurre l'eroe protagonista con una sottotrama slegata dalla storia principale del film.

## Remake
- I magnifici sette, la regia di John Sturges (1960)
- I magnifici sette nello spazio
- I magnifici 7 (The Magnificent Seven), regia di Antoine Fuqua (2016)

Lo studio di animazione giapponese Gonzo, nel 2004, ha voluto celebrare i cinquant'anni dalla realizzazione del film I sette samurai producendo l'anime Samurai 7, basato su di esso.

## I sette samurainei fumetti
Esistono poi anche altri omaggi al film di Kurosawa, e tutti nel mondo del fumetto. Si parte da una parodia degli Animaniacs, un gruppo di personaggi della Warner Bros., sul numero 13 del maggio 1996 sulle pagine dell'omonima rivista, edita dalla DC Comics. Sempre la DC Comics realizza un altro omaggio, questa volta utilizzando il supergruppo della Justice League in un elseworld: JLA:Shogun d'acciaio.
Nel 1993, lo sceneggiatore Gianfranco Goria e il disegnatore Claudio Sciarrone realizzarono I tre samurai, una parodia Disney che avrebbe dovuto apparire su Topolino per il quarantennale del film. La storia fu pubblicata solo nel 2002, col titolo Topo-san e i guerrieri d'Oriente e numerose manipolazioni rispetto alla sceneggiatura originale; nonostante ciò, ebbe un buon successo e numerose traduzioni all'estero.